# Phlox rigida
Phlox rigida är en blågullsväxtart som beskrevs av George Bentham. Phlox rigida ingår i släktet floxar, och familjen blågullsväxter. Inga underarter finns listade i Catalogue of Life.